# BAFTA 2021
Os Prémios da Academia Britânica de Cinema de 2021, mais conhecido como BAFTA 2021, foi realizado dos dias 10 e 11 de abril no Royal Albert Hall em Londres, e homenageou os melhores filmes nacionais e estrangeiros e profissionais de cinema de 2020.
Os indicados foram anunciados em 9 de março de 2021. Nomadland e Rocks receberam o máximo com sete cada. Os indicados também foram significativamente mais diversificados do que em qualquer cerimônia anterior. Quatro dos seis indicados em cada uma das categorias de atuação são oriundos de minorias étnicas . Além disso, quatro dos cineatas nomeados são mulheres, enquanto três também foram nomeadas para Melhor Filme em língua não inglesa.
A cerimônia introduziu um novo sistema de votação para indicações após as críticas sobre a falta de diversidade na 73.º edição dos prêmios. No primeiro turno, os eleitores compilam uma longa lista em todas as categorias (com uma cota de gênero na categoria de direção). Agora, é obrigatório para todos os eleitores assistirem a todos os filmes listados há bastante tempo antes do segundo turno, no qual os indicados na categoria direção e todas as quatro categorias de atuação são decididos por um pequeno júri.
Clara Amfo foi a anfitriã da cerimônia da noite de abertura, que foi ao ar no sábado, 10 de abril, na BBC Two e na BBC Two HD. Amfo foi acompanhada por um painel de convidados. Edith Bowman e Dermot O'Leary foram os anfitriões da segunda noite da cerimônia, que vai ao ar no dia posterior, 11, naqueles mesmos canais. Bowman e O'Leary, que por vários anos apresentaram a cerimônia ao vivo no tapete vermelho, foram acompanhados por um pequeno grupo de apresentadores dos prêmios no Royal Albert Hall, bem como apresentadores adicionais vindos de Los Angeles. Todos os indicados, assim como uma audiência selecionada, irão juntar-se ao programa virtualmente.

## Vencedores e indicados
Os indicados foram anunciados em 9 de março, ao passo que a premiação foi em 10 e 11 de abril, duas semanas antes da cerimônia do Oscar.

### BAFTA Fellowship
- Ang Lee[12]

### Contribuição britânica excepcional para o cinema
- Noel Clarke[13]

| Melhor Filme Nomadland – Frances McDormand, Peter Spears, Mollye Asher, Dan Janvey, Chloé Zhao - Promising Young Woman – Josey McNamara, Ben Browning, Ashley Fox e Emerald Fennell - The Father – David Parfitt, Jean-Louis Livi e Philippe Carcassonne - The Mauritanian – Adam Ackland, Leah Clarke, Beatriz Levin e Lloyd Levin - The Trial of the Chicago 7 – Stuart M. Besser e Marc Platt | Melhor Direção Chloé Zhao – Nomadland - Jasmila Žbanić – Quo Vadis, Aida? - Lee Isaac Chung – Minari - Sarah Gavron - Rocks - Shannon Murphy – Babyteeth - Thomas Vinterberg – Druk (Another Round) |
| Melhor Ator Anthony Hopkins – The Father como Anthony - Adarsh Gourav – The White Tiger como Balram Halwai - Chadwick Boseman – Ma Rainey's Black Bottom como Levee Green - Mads Mikkelsen – Druk como Martin - Riz Ahmed – Sound of Metal como Ruben Stone - Tahar Rahim – The Mauritanian como Mohamedou Ould Slahi | Melhor Atriz Frances McDormand – Nomadland como Fern - Alfre Woodard – Clemency como Bernadine Williams - Bukky Bakray – Rocks como Olushola "Rocks" Omotoso - Radha Blank – The Forty-Year-Old Version como Radha - Vanessa Kirby – Pieces of a Woman como Martha Weiss - Wunmi Mosaku – His House como Rial |
| Melhor Ator Coadjuvante Daniel Kaluuya – Judas and the Black Messiah como Fred Hampton - Alan Kim – Minari como David Yi - Barry Keoghan – Calm With Horses como Dymphna - Clarke Peters – Da 5 Bloods como Otis - Leslie Odom Jr. – One Night in Miami... como Sam Cooke - Paul Raci – Sound of Metal como Joe | Melhor Atriz Coadjuvante Youn Yuh-jung – Minari como Soon-ja - Ashley Madekwe – County Lines como Toni - Dominique Fishback – Judas and the Black Messiah como Deborah Johnson - Kosar Ali – Rocks como Sumaya - Maria Bakalova – Borat Subsequent Moviefilm como Tutar Sagdiyev - Niamh Algar – Calm with Horses como Ursula                                                                                                 |
| Melhor Roteiro Original Promising Young Woman – Emerald Fennell - Druk (Another Round) – Tobias Lindholm e Thomas Vinterberg - Mank – Jack Fincher (póstumo) - Rocks – Theresa Ikoko e Claire Wilson - The Trial of the Chicago 7 – Aaron Sorkin | Melhor Roteiro Adaptado The Father – Florian Zeller e Christopher Hampton - Nomadland – Chloé Zhao - The Dig – Moira Buffini - The Mauritanian – M.B. Traven, Rory Haines e Sohrab Noshirvani - The White Tiger – Ramin Bahrani |
| Melhor Cinematografia Nomadland – Joshua James Richards - Judas and the Black Messiah – Sean Bobbitt - Mank – Erik Messerschmidt - The Mauritanian – Alwin H. Küchler - News of the World – Dariusz Wolski | Melhor Estreia Britânica His House – Remi Weekes (roteirista/diretor) - Limbo – Ben Sharrock (roteirista/diretor) e Irune Gurtubai (produtora) - Moffie – Jack Sidey (roteirista/produtor) - Rocks – Theresa Ikoko e Claire Wilson (roteiristas) - Saint Maud – Rose Glass (roteirista/diretor) e Oliver Kassman (produtor)                                                                                                   |
| Melhor Filme Britânico Promising Young Woman – Emerald Fennell, Ben Browning, Ashley Fox e Josey McNamara - Calm With Horses – Nick Rowland, Daniel Emmerson e Joe Murtagh - His House – Remi Weekes, Martin Gentles, Edward King e Roy Lee - Limbo – Ben Sharrock, Irune Gurtubai e Angus Lamont - The Mauritanian – Kevin Macdonald, Adam Ackland, Leah Clarke, Beatriz Levin, Lloyd Levin, Rory Haines, Sohrab Noshirvani e M.B. Traven - Mogul Mowgli – Bassam Tariq, Riz Ahmed, Thomas Benski e Bennett McGhee - Rocks – Sarah Gavron, Ameenah Ayub Allen, Faye Ward, Theresa Ikoko e Claire Wilson - Saint Maud – Rose Glass, Andrea Cornwell e Oliver Kassman - The Dig – Simon Stone, Gabrielle Tana, Moira Buffini e Ellie Wood - The Father – Florian Zeller, Philippe Carcassonne, Jean-Louis Livi, David Parfitt e Christopher Hampton | Melhor Documentário My Octopus Teacher - Collective - David Attenborough: A Life on Our Planet - The Dissident - The Social Dilemma |
| Melhor Trilha Sonora Soul – Jon Batiste, Trent Reznor e Atticus Ross - Mank – Trent Reznor e Atticus Ross - Minari – Emile Mosseri - News of the World – James Newton Howard - Promising Young Woman – Anthony Willis - Trolls World Tour – Theodore Shapiro | Melhor Som Sound of Metal – Jaime Baksht, Nicolas Becker, Phillip Bladh, Carlos Cortés e Michelle Couttolenc - Greyhound – Beau Borders, Christian P. Minkler, Michael Minkler, Warren Shaw e David Wyman - News of the World – Michael Fentum, William Miller, Mike Prestwood Smith, John Pritchett e Oliver Tarney - Nomadland – Sergio Díaz, Zach Seivers e M. Wolf Snyder - Soul – Coya Elliott, Ren Klyce e David Parker |
| Melhor Design de Produção Mank – Donald Graham Burt e Jan Pascale - News of the World – David Crank e Elizabeth Keenan - Rebecca – Sarah Greenwood e Katie Spencer - The Dig – Maria Djurkovic e Tatiana Macdonald - The Father – Peter Francis e Cathy Featherstone | Melhores Efeitos Visuais Tenet – Scott R. Fisher, Andrew Jackson e Andrew Lockley - Greyhound – Pete Bebb, Nathan McGuinness e Sebastian von Overheidt - The Midnight Sky – Matt Kasmir, Chris Lawrence e David Watkins - Mulan – Sean Faden, Steve Ingram, Anders Langlands e Seth Maury - The One and Only Ivan – Santiago Colomo Martinez, Nick Davis e Greg Fisher                                                        |
| Melhor Figurino Ma Rainey's Black Bottom – Ann Roth - Ammonite – Michael O'Connor - Emma. – Alexandra Byrne - Mank – Trish Summerville - The Dig – Alice Babidge | Melhor Maquiagem e Caracterização Ma Rainey's Black Bottom – Matiki Anoff, Larry M. Cherry, Sergio Lopez-Rivera e Mia Neal - Hillbilly Elegy – Patricia Dehaney, Eryn Krueger Mekash e Matthew W. Mungle - Mank – Coleen LaBaff, Kimberley Spiteri e Gigi Williams - Pinocchio – Mark Coulier, Dalia Colli e Francesco Pegoretti - The Dig – Jenny Shircore                                                                   |
| Melhor Edição Sound of Metal – Mikkel E.G. Nielsen - Nomadland – Chloé Zhao - Promising Young Woman – Frédéric Thoraval - The Father – Yorgos Lamprinos - The Trial of the Chicago 7 – Alan Baumgarten | Melhor Filme Estrangeiro Druk (Another Round) – Thomas Vinterberg, Sisse Graum Jørgensen e Kasper Dissing - Dorogie tovarishchi! (Dear Comrades!) – Andrei Konchalovsky e Alisher Usmanov - Les Misérables – Ladj Ly, Toufik Ayadi e Christophe Barral - Minari – Lee Isaac Chung e Christina Oh - Quo Vadis, Aida? – Jasmila Žbanić e Damir Ibrahimovich                                                                     |
| Melhor Filme Animado Soul – Pete Docter e Dana Murray - Onward – Dan Scanlon e Kori Rae - Wolfwalkers – Tomm Moore, Ross Stewart, Paul Young, Nora Twomey e Stéphan Roelants | Melhor Curta-Metragem em Animação The Owl and The Pussycat - The Fire Next Time - The Song of a Lost Boy |
| Melhor Curta-Metragem Britânico The Present - Eyelash - Lizard - Lucky Break - Miss Curvy | Melhor Direção de Elenco Rocks – Lucy Pardee - Calm with Horses – Shaheen Baig - Judas and the Black Messiah – Alexa L. Fogel - Minari – Julia Kim - Promising Young Woman – Lindsay Graham Ahanonu, Mary Vernieu |
| Melhor Ator/Atriz em Ascensão Bukky Bakray - Conrad Khan - Kingsley Ben-Adir - Morfydd Clark - Ṣọpẹ Dìrísù | BAFTA Fellowship |